# Joël Lautier
Joël Lautier (Toronto, 12 aprile 1973) è uno scacchista francese, Grande maestro.
Nato in Canada da padre francese e madre giapponese, si mise in luce nel 1986 vincendo a Porto Rico il campionato del mondo Under-14, superando Judit e Sofia Polgár, che divisero il secondo posto.
Due anni dopo vinse ad Adelaide, all'età di soli 15 anni, il campionato del mondo juniores (Under-20). È rimasto il vincitore più giovane di questo campionato.
Vinse il Campionato francese nel 2004 e 2005.
Ha partecipato con la Francia a sette olimpiadi degli scacchi dal 1990 al 2006, sei volte in prima scacchiera, vincendo una medaglia di bronzo in prima scacchiera alle olimpiadi di Manila 1992.
Tra i successi di torneo i seguenti:
- 1995 : 1º ad Amsterdam (Cat. 18), davanti a Garri Kasparov
- 1997 : 1º a Úbeda, con una performance Elo di 2814 punti
- 1999 : 1º a Enghien-les-Bains (Cat. 15)
- 2000 : 1º nello zonale di Mondariz in Spagna

Vinse partite con tutti i campioni del mondo dal 1975 in poi, l'unico giocatore ad ottenere questo risultato oltre a Vasyl' Ivančuk e Pëtr Svidler.
È stato uno dei fondatori della "Association of Chess Professionals" e ne è stato presidente nel 2004-2005.
Ha raggiunto il massimo rating Elo in gennaio 2002, con 2.687 punti.
Dal giugno 2009 non ha più gareggiato in nessuna competizione FIDE.